# Gordios (Kappadokien)
Gordios (altgriechisch Γόρδιος Górdios) war ein kappadokischer Adliger, Agent des Mithridates VI. und zeitweiliger faktischer Regent Kappadokiens am Ende des 2. und zu Beginn des 1. Jahrhunderts v. Chr.
Er wurde von Mithridates angeworben, um Kappadokien zugunsten von Pontos zu annektieren. Im Jahre 116 v. Chr. ermordete Gordios in Mithridates’ Auftrag Ariarathes VI. Hierauf wurde Gordios Erzieher und Vormund von Mithridates’ Sohn, den dieser nach dem Mord an Ariarathes VII. als Ariarathes IX. zum König von Kappadokien machte. Später wurde Gordios als Gesandter des Mithridates nach Rom entsandt und beauftragt, den König von Armenien Tigranes II. für einen Angriff auf Kappadokien und die Vertreibung des Ariobarzanes zu gewinnen. Diesen hatten die Römer 93 v. Chr. zum König des Landes gemacht. Sulla, damals Proprätor, setzte jedoch Ariobarzanes im folgenden Jahr wieder ein und vertrieb Gordios aus Kappadokien. In dem von dem Römer Murena mutwillig herbeigeführten Zweiten Mithridatischen Krieg wurde Gordios beauftragt, dessen Feindseligkeiten abzuwehren, was ihm 82 v. Chr. auch gelang. Im Dritten Mithridatischen Krieg wird Gordios nicht mehr genannt.